# Linchamiento de Eliza Woods
Eliza Woods fue una mujer negra que fue linchada el 19 de agosto de 1886 en Jackson, Condado de Madison, Tennessee, tras ser acusada falsamente de envenenar y matar a su empleadora, Jessie Woolen.
Woods había sido la cocinera de Woolen. Cuando se descubrió que el estómago de Woolen contenía arsénico y que Woods tenía una caja de veneno para ratas en casa, se concluyó que ella era responsable de la muerte. Había una multitud de 1.000 personas cuando sacaron a Woods de la cárcel y la colgaron desnuda frente al tribunal. Luego le dispararon balas al cuerpo. Este linchamiento fue notable tanto por el género de la víctima como por la participación multiracial de la turba. Tres años después, en 1889, el marido de Woolen confesó que había sido él quien asesinó a su esposa Jessie.
El caso fue uno de los primeros sobre los que escribió Ida B. Wells (1862-1931) antes de convertirse en una destacada activista contra los linchamientos y por los derechos civiles.
En 2020, se instaló una placa que detalla el linchamiento en el juzgado donde ahorcaron a Woods.